# Samlaren (1965)
Samlaren (originaltitel: The Collector) är en brittisk-amerikansk thrillerfilm från 1965 i regi av William Wyler.

## Roller i urval
- Terence Stamp - Freddie Clegg
- Samantha Eggar - Miranda Grey
- Mona Washbourne - tant Annie
- Maurice Dallimore - granne
- Allyson Ames - första offret
- William Bickley - Crutchley
- Gordon Barclay - expedit
- David Haviland - expedit
- Edina Ronay - sjuksköterskan